# داریوش دوم ماد آتروپاتن
داریوش دوم ماد آتروپاتن (از نیمه دوم قرن ۱ قبل از میلاد تا نیمه اول قرن اول قبل از میلاد) شاهزاده ای از پادشاهی ماد آتروپاتن بود که از طریق ازدواج رابطه ای با شاهنشاهی اشکانی داشت.

## زمینه
داریوش دوم مردی با تباری مادی، ارمنی و یونانی بود. او پسر دوم آرتاوازد اول از ماد آتروپاتن و همسرش آتناایس بود. وی در ماد آتروپاتن متولد و بزرگ شد. نام او می‌تواند برگرفته از نام داریوش اول، پادشاه سابق ماد آتروپاتن حاکم پیشین و عموی آرتاوازد اول باشد. داریوش دوم نیز نامی از پادشاهان پارسی و پونتی است.

## ازدواج
داریوش دوم از ج. ۱۵ سال قبل از میلاد تا ۱۰ قبل از میلاد با یک شاهزاده خانم ناشناس از شاهنشاهی اشکانی، ازدواج کرد، که ارتباطی با شاه بهنام یکم اشکانی داشت. داریوش دوم از نسل سوم فرزندان سلوکی و تنها فرزندان شناخته شده نژاد سلوکوس اول نیکاتور است که با فردی از سلسله اشکانی ازدواج کرده‌است.
در مورد ازدواج داریوش دوم با شاهزاده خانم اشکانی چیزی نمی‌دانیم. داریوش دوم و همسرش دو پسر داشتند: پادشاهان اردوان سوم و بهنام دوم.

## کتب
- س. بالدوین، نظرات در مورد «مسیر ایبری» خط DFA، وب، ۱۹۹۶
- سلسله‌شناسی بطنما: تری فائنا
- تبارشناسی بطنماسمی: خطوط وابسته ، فرنابازییدها و خطوط نزول
- Settipani on Baldwin on Commagenian DFA Link قسمت ۲ از ۳